# Itatiaya tubixaba
Itatiaya tubixaba là một loài nhện trong họ Ctenidae.
Loài này thuộc chi Itatiaya. Itatiaya tubixaba được miêu tả năm 2006 bởi Polotow & Antonio D. Brescovit.